# 氟氯西林
氟氯西林，英文名Flucloxacillin(INN)， 又名氟氯苯甲异恶唑青霉素钠、氟氯青、氟氯青霉素钠、氟氯西林、氟沙星、奥佛林、氟氯苯唑青霉素钠。是一种半合成的耐青霉素酶的青霉素。